# Dmitri Michailowitsch Lepikow
Dmitri Michailowitsch Lepikow (russisch Дмитрий Михайлович Лепиков; * 21. April 1972 in Sankt Petersburg, Sowjetunion) ist ein ehemaliger russischer Schwimmer.

## Karriere
Lepikow gewann bei den Europameisterschaften 1991 mit dem sowjetischen Team und 1993 mit dem russischen Team jeweils Gold mit der 4 × 200-Meter-Freistilstaffel. Sein größter Erfolg gelang ihm bei den Olympischen Spielen 1992 in Barcelona mit dem Vereinten Team, wo er gemeinsam mit seinen Staffelkameraden die Goldmedaille über 4 × 200 m Freistil errang. Im Finale stellte die Staffel einen neuen Weltrekord auf, der bis 1998 Bestand hatte und bis 2001 auch als Europarekord galt.
Für seine Leistungen wurde Lepikow 1992 mit dem Titel Verdienter Meister des Sports der UdSSR ausgezeichnet.